# Lakeview, Oregon
Lakeview är administrativ huvudort i Lake County i Oregon. Enligt 2010 års folkräkning hade orten 2 294 invånare.

## Kända personer från Lakeview
- Richard Sanders, brottare